# 乙島村
乙島村（おとしまそん）は、かつて岡山県浅口郡にあった村である。1902年（明治35年）9月30日に玉島町・柏崎村と合併し消滅した。現在は倉敷市玉島地域の玉島乙島にあたる。

## 概要
古代においては、『和名抄』記載の備中国浅口郡間人郷の一部であったされている。古くから漁村として漁業を主産業としていた。
江戸時代の寛永19年、備中松山藩主の水谷勝隆の時代から乙島はその領分となった。正保時代に作られた古図に乙島村二百石六升六合松山領との記載がある。 元禄6年には幕府領に移管され、倉敷支配所の配下となった。元禄の検地には、乙島村二百石五升五合、井ノ浦塩浜八十八石五升とあり、この頃に塩田の開発も行われている。 元禄15年に遠江浜松藩の飛地領に変わったが、享保14年に再び幕府領倉敷支配所管轄となった。
18世紀後半の寛政年間に当地の庄屋・守屋十左右衛門が主導し、子・孫の3代にわたり新田開発が行われた。幕末までに新たに150町歩を造成し、狐島とともに陸続きとなった。この新田を乙島内新田と呼んだ。当初、新田干拓計画は江戸初期に松山藩主水谷勝宗が計画したが、領主の交代などで事業が進まなかった。その後、1758年（宝暦8年）には、近隣の阿賀崎新田村の藤九郎が倉敷代官所に新田開発を願い出たが、上流14村の名主や庄屋の反対に合い、再び実現できなかった。そして寛政年間になりやっと実現した。
『備中村鑑』には、乙島村900石3斗1升8合6勺、守屋勝太郎と記載されている。
明治になると、狐島の東半分を上成村へ割譲、また玉島村の一部を乙島村へ編入した。その後、明治35年に乙島村は玉島町へ編入。のち玉島市を経て、新しい倉敷市となり現在に至っている。
昭和9年に坂田新田（56ヘクタール）を干拓、同18年に養父ヶ鼻周辺を埋立てて太平新開（33ヘクタール）を造成し、浦賀重工業を誘致した。さらに高梁川河口西側の大型干拓が国営事業として行われ、玉島レイヨン（のちの倉敷レイヨン）を中心とした興行千葉開発された。続いてその沖合が干拓・埋め立てされ、水島から一連をなす工業地帯（水島臨海工業地帯E地区）の造成となった。
これら一連の干拓や埋立造成により、現在の乙島中南東部・高梁川河口西岸の広大な平地が生まれた。

## 歴史

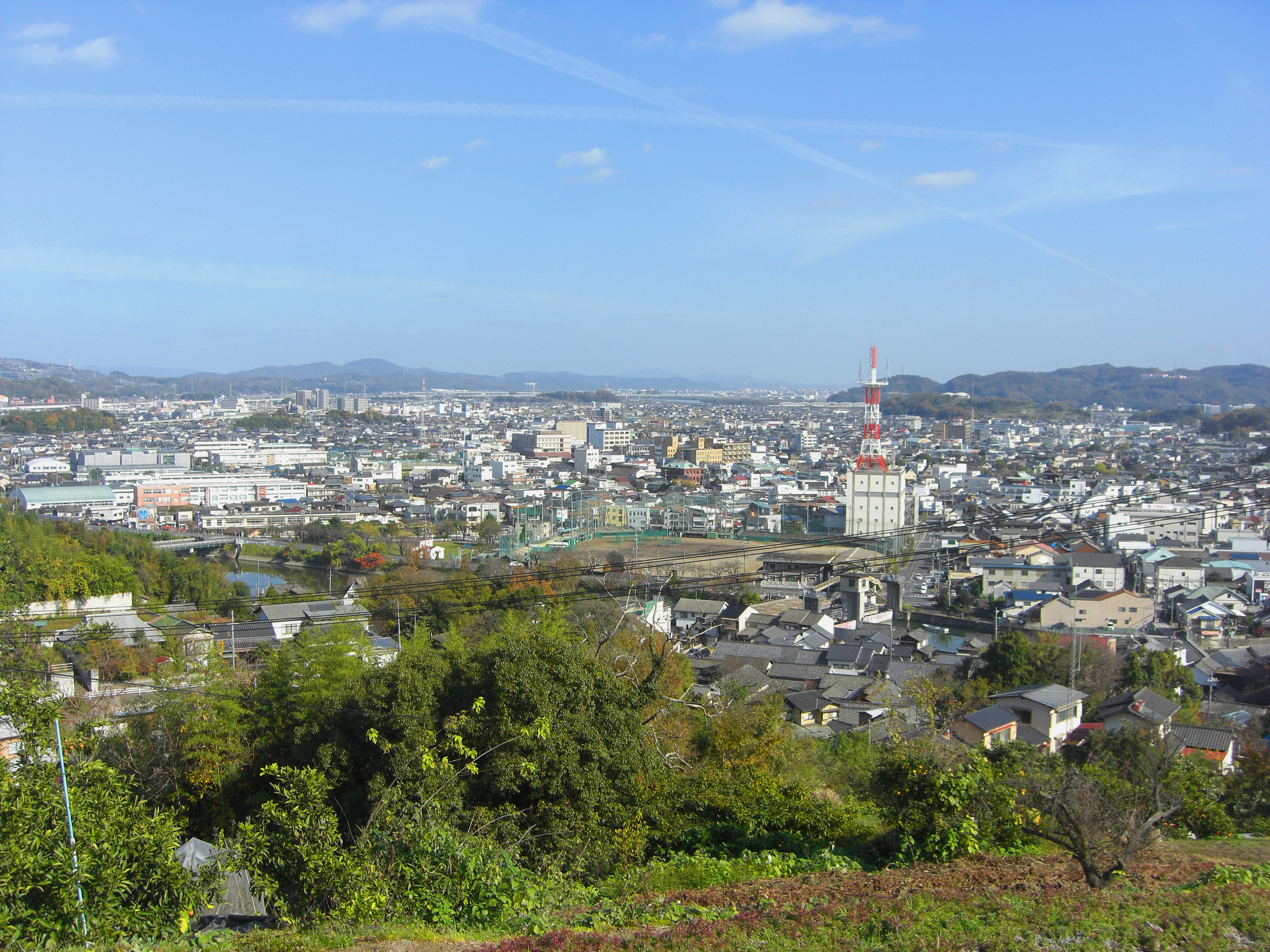
旧市街（中央右）と新倉敷駅前（左奥）

### 年表
- 1183年（寿永2年） - 乙島・柏島で源平合戦（治承・寿永の乱）・水島の戦いがおきる。
- 1550年（天文19年） - 乙島の玉島湊と松山（高梁市）間で高瀬舟による物資の輸送が始まる。
- 1624年（寛永元年） - 岡山藩により、七島や道越の新田開発がはじまる。
- 1642年（寛永19年） - 水谷氏が備中松山藩藩主になり玉島東南部を支配に収め、長尾・船穂・玉島などの新田開発を始める。
- 1670年（寛文10年） - 阿賀崎新田が完成。その後、港の整備と街の形成が進み北前船の寄港地になる。
- 1693年（元禄6年） - 3代水谷勝美死去により水谷氏が断絶。領地の多くが幕府に接収される。
- 1779年（安永8年） - 良寛和尚が円通寺で修行を始める。
- 1865年（慶応元年） -  乙島新開工事完了（12月汐留）。
- 1871年（明治4年） - 廃藩置県により深津県（1872年に小田県に改称、1875年に岡山県と合併）に含まれた。
- 1878年（明治11年） - 浅口郡役所が設置される。
- 1882年（明治15年） - 沙美に日本最初の海水浴場が開場。
- 1891年（明治24年） - 7月14日 浅口郡長尾村爪崎（現在の玉島爪崎）に、山陽鉄道玉島駅が開業。
- 1953年（昭和28年） - 浅口郡長尾町を編入合併。
- 1960年（昭和35年） - 玉島港が水島港に併合され、重要港湾に指定。
- 1975年（昭和50年） - 3月10日 山陽新幹線が開通、玉島駅に乗入れと同時に新倉敷駅に改称。
- 1979年（昭和54年） -  3月パオ玉島店とニチイ新倉敷店の構成され開店。
- 2004年（平成16年） - 8月30日 台風16号[3]、 9月7日 台風18号[4]が相次いで上陸。沿岸部に甚大な高潮被害をもたらす。
- 2009年（平成21年） - 溜川公園、開園。
- 2012年（平成24年） - 6月玉島みなと公園、開園。
- 2021年（令和3年） - 7月8日 岡山県全域を大雨が襲った。